# Герб Балтимора
Печать Балтимора — официальная правительственная эмблема города Балтимор, Мэриленд.

## История
Нынешняя городская печать была принята для использования в 1827 году. Дизайн печати, возможно, навеян знаменитой речью и тостом, произнесенным шестым президентом США Джоном Куинси Адамсом во время его визита в 1827 году, в котором он назвал город своим самым известным прозвищем «Монументальный город» из-за недавно возведения нескольких памятников, в том числе памятника войне 1812 года и новой колонны-монумента Джорджу Вашингтону. Печать имеет форму эллипса с изображением Памятника битвы в центре.

## Описание
По внутреннему краю эллипса печати города нанесены слова «ГОРОД БАЛТИМОР», а под изображением Памятника битвы указан год «1797», когда город был впервые был включен (хотя порт был обозначен в 1706 году, основан как город в 1729 году, заложен в 1730 году и отделен от окружающего его округа Балтимор как независимый город в 1851 году). Цветная версия печати выполнена в чёрном и золотом цветах, представляющих цвета герба семьи Калвертов, член которой, Сесилиус Калверт, второй лорд Балтимор, основал колонию провинция Мэриленд в 1634 году, отправив своего младшего брата Леонарда Калверта с первой экспедицией в качестве колониального губернатора.
Печать была выгравирована на металлической матрице и помещена в деревянную раму. В офисах Департамента законодательной базы в исторической мэрии Балтимора она использовалась для создания тиснёных оттисков на официальных документах, а также как эмблема для различных городских знаков, публикаций и транспортных средств. В 2010-х годах при мэре Стефани Роулингс-Блейк печать была дополнена официальным логотипом города круглой формы с изображением памятника битвы, наложенным на чёрный и золотой/жёлтый шевроны двух из четырёх четвертей рода Калверт. Щит лорда Балтимора с его герба (также используется в качестве государственного флага Мэриленда), который использовался на более позднем разработанном городском флаге, считается одним из самых ярких, красивых и привлекательных муниципальных или государственных флагов в стране. Этот более красочный круглый логотип города также был обведен словами «ГОРОД БАЛТИМОР», но без даты «1797» внизу.